# Collegio elettorale di Bussolengo (Camera dei deputati)
Il collegio di Bussolengo fu un collegio elettorale uninominale della Repubblica Italiana per l'elezione della Camera dei deputati. Apparteneva alla circoscrizione Veneto 1 e fu utilizzato per eleggere un deputato nella XII, XIII e XIV legislatura.
Venne istituito nel 1993 con la cosiddetta Legge Mattarella (Legge n. 277, Nuove norme per l'elezione della Camera dei deputati), attuata in seguito al referendum abrogativo del 1993. La legge istituì per la Camera dei deputati e per il Senato della Repubblica un sistema di elezione misto, in parte maggioritario e in parte proporzionale. Il 75% dei parlamentari dell'assemblea veniva eletto in collegi uninominali tramite sistema maggioritario a turno unico; il restante 25% alla Camera veniva eletto tramite sistema proporzionale con liste bloccate.
Il collegio venne abolito insieme a tutti gli altri che costituivano la Camera con la promulgazione della legge elettorale successiva, la cosiddetta Legge Calderoli. Questa prevedeva un sistema proporzionale con premio di maggioranza, che alla Camera veniva attribuito a livello nazionale.

## Territorio
Il collegio di Bussolengo era uno dei 37 collegi uninominali in cui era suddiviso il Veneto e, come previsto dal D.Lgs. del 20 dicembre 1993 n. 536, era interamente compreso nella provincia di Verona e comprendeva i seguenti comuni: Affi, Bardolino, Brentino Belluno, Brenzone, Bussolengo, Caprino Veronese, Castelnuovo del Garda, Cavaion Veronese, Costermano, Dolcè, Ferrara di Monte Baldo, Garda, Lazise, Malcesine, Pastrengo, Pescantina, Peschiera del Garda, Rivoli Veronese, Sant'Ambrogio di Valpolicella, San Zeno di Montagna, Sona e Torri del Benaco.

## Eletti
| Elezione | Elezione                  | Deputato       | Partito                  |
| -------- | ------------------------- | -------------- | ------------------------ |
|          | 1994                      | Ettore Peretti | Polo delle Libertà (UDC) |
| 1996     | Polo per le Libertà (UDC) | Ettore Peretti |                          |
|          | 2001                      | Aldo Brancher  | Casa delle Libertà (FI)  |

## Dati elettorali

### XII legislatura

#### Risultati proporzionale
| Coalizioni        | Coalizioni                          | Liste                               | Liste                               | Voti   | %     |
| ----------------- | ----------------------------------- | ----------------------------------- | ----------------------------------- | ------ | ----- |
|                   | Polo delle Libertà                  |                                     | Lega Nord                           | 19.144 | 23,83 |
|                   | Polo delle Libertà                  | Forza Italia                        | 18.857                              | 23,48  |       |
| Totale coalizione | Totale coalizione                   | 38.001                              | 47,31                               |        |       |
|                   | Patto per l'Italia                  |                                     | Partito Popolare Italiano           | 11.923 | 14,84 |
|                   | Patto per l'Italia                  | Patto Segni                         | 5.950                               | 7,41   |       |
| Totale coalizione | Totale coalizione                   | 17.873                              | 22,25                               |        |       |
|                   | Progressisti                        |                                     | Partito Democratico della Sinistra  | 5.690  | 7,08  |
|                   | Progressisti                        | Rifondazione Comunista              | 2.619                               | 3,26   |       |
|                   | Progressisti                        | Federazione dei Verdi               | 2.234                               | 2,78   |       |
|                   | Progressisti                        | Partito Socialista Italiano         | 1.408                               | 1,75   |       |
|                   | Progressisti                        | Alleanza Democratica                | 927                                 | 1,17   |       |
| Totale coalizione | Totale coalizione                   | 12.878                              | 16,04                               |        |       |
|                   | Alleanza Nazionale                  | Alleanza Nazionale                  | Alleanza Nazionale                  | 8.665  | 10,79 |
|                   | Lega Autonomia Veneta               | Lega Autonomia Veneta               | Lega Autonomia Veneta               | 1.852  | 2,31  |
|                   | Iniziativa dei Popolari Democratici | Iniziativa dei Popolari Democratici | Iniziativa dei Popolari Democratici | 613    | 0,76  |
|                   | Partito della Legge Naturale        | Partito della Legge Naturale        | Partito della Legge Naturale        | 440    | 0,55  |
| Totale            | Totale                              | Totale                              | Totale                              | 80.322 |       |

#### Risultati uninominale
|                               | Ettore Peretti ✔️ Eletto | Polo delle Libertà (FI - LN - CCD - UDC) | 41 044 | 51,45 |  |  |  |  |  |
|                               | Angelo Peretti           | Patto per l'Italia                       | 16 680 | 20,91 |  |  |  |  |  |
|                               | Filiberto Semenzin       | Progressisti                             | 12 161 | 15,24 |  |  |  |  |  |
|                               | Michele Bedeschi         | Alleanza Nazionale                       | 8 648  | 10,84 |  |  |  |  |  |
|                               | Lucia Montresor          | Partito della Legge Naturale             | 1 248  | 1,56  |  |  |  |  |  |
| Totale                        | Totale                   | Totale                                   | 79 781 | 100   |  |  |  |  |  |
|                               |                          |                                          |        |       |  |  |  |  |  |
| Fonte: Ministero dell'interno |                          |                                          |        |       |  |  |  |  |  |

### XIII legislatura

#### Risultati proporzionale
| Coalizioni        | Coalizioni                         | Liste                              | Liste                                     | Voti   | %     |
| ----------------- | ---------------------------------- | ---------------------------------- | ----------------------------------------- | ------ | ----- |
|                   | Polo per le Libertà                |                                    | Forza Italia                              | 13.679 | 17,17 |
|                   | Polo per le Libertà                | Alleanza Nazionale                 | 12.309                                    | 15,45  |       |
|                   | Polo per le Libertà                | CCD-CDU                            | 4.664                                     | 5,86   |       |
| Totale coalizione | Totale coalizione                  | 30.652                             | 38,48                                     |        |       |
|                   | Lega Nord                          | Lega Nord                          | Lega Nord                                 | 22.768 | 28,58 |
|                   | L'Ulivo                            |                                    | Popolari per Prodi (PPI-SVP-PRI-UD-Prodi) | 6.453  | 8,10  |
|                   | L'Ulivo                            | Partito Democratico della Sinistra | 6.034                                     | 7,58   |       |
|                   | L'Ulivo                            | Rinnovamento Italiano              | 3.909                                     | 4,91   |       |
|                   | L'Ulivo                            | Federazione dei Verdi              | 1.653                                     | 2,03   |       |
| Totale coalizione | Totale coalizione                  | 18.049                             | 22,62                                     |        |       |
|                   | Progressisti                       |                                    | Rifondazione Comunista                    | 3.278  | 4,12  |
|                   | Unione Nord Est                    | Unione Nord Est                    | Unione Nord Est                           | 2.681  | 3,37  |
|                   | Lista Pannella - Sgarbi            | Lista Pannella - Sgarbi            | Lista Pannella - Sgarbi                   | 1.391  | 1,75  |
|                   | Movimento Sociale Fiamma Tricolore | Movimento Sociale Fiamma Tricolore | Movimento Sociale Fiamma Tricolore        | 490    | 0,62  |
|                   | Mani Pulite                        | Mani Pulite                        | Mani Pulite                               | 343    | 0,43  |
| Totale            | Totale                             | Totale                             | Totale                                    | 79.652 |       |

#### Risultati uninominale
|                               | Ettore Peretti ✔️ Eletto | Polo per le Libertà             | 29 638 | 37,35 |  |  |  |  |  |
|                               | Umberto Chincarini       | Lega Nord                       | 27 416 | 34,55 |  |  |  |  |  |
|                               | Alfredo Forlin           | L'Ulivo - Lega Autonomia Veneta | 22 289 | 28,09 |  |  |  |  |  |
| Totale                        | Totale                   | Totale                          | 79 343 | 100   |  |  |  |  |  |
|                               |                          |                                 |        |       |  |  |  |  |  |
| Fonte: Ministero dell'interno |                          |                                 |        |       |  |  |  |  |  |

### XIV legislatura

#### Risultati proporzionale
| Coalizioni        | Coalizioni              | Liste                   | Liste                                 | Voti   | %     |
| ----------------- | ----------------------- | ----------------------- | ------------------------------------- | ------ | ----- |
|                   | Casa delle Libertà      |                         | Forza Italia                          | 28.660 | 35,48 |
|                   | Casa delle Libertà      | Lega Nord               | 9.896                                 | 12,25  |       |
|                   | Casa delle Libertà      | Alleanza Nazionale      | 8.425                                 | 10,43  |       |
|                   | Casa delle Libertà      | CCD-CDU                 | 2.638                                 | 3,27   |       |
|                   | Casa delle Libertà      | Nuovo PSI               | 667                                   | 0,83   |       |
| Totale coalizione | Totale coalizione       | 50.286                  | 62,26                                 |        |       |
|                   | L'Ulivo                 |                         | La Margherita (Dem - PPI - RI- UDEUR) | 10.379 | 12,85 |
|                   | L'Ulivo                 | Democratici di Sinistra | 5.513                                 | 6,83   |       |
|                   | L'Ulivo                 | Il Girasole (FdV - SDI) | 1.592                                 | 1,97   |       |
|                   | L'Ulivo                 | Comunisti Italiani      | 757                                   | 0,94   |       |
| Totale coalizione | Totale coalizione       | 18.241                  | 22,59                                 |        |       |
|                   | Lista Di Pietro         | Lista Di Pietro         | Lista Di Pietro                       | 3.192  | 3,95  |
|                   | Rifondazione Comunista  | Rifondazione Comunista  | Rifondazione Comunista                | 2.326  | 2,88  |
|                   | Lista Pannella - Bonino | Lista Pannella - Bonino | Lista Pannella - Bonino               | 2.300  | 2,85  |
|                   | Liga Fronte Veneto      | Liga Fronte Veneto      | Liga Fronte Veneto                    | 1.888  | 2,34  |
|                   | Democrazia Europea      | Democrazia Europea      | Democrazia Europea                    | 1.672  | 2,07  |
|                   | Forza Nuova             | Forza Nuova             | Forza Nuova                           | 785    | 0,97  |
|                   | Abolizione scorporo     | Abolizione scorporo     | Abolizione scorporo                   | 83     | 0,10  |
| Totale            | Totale                  | Totale                  | Totale                                | 80.773 |       |

#### Risultati uninominale
|                               | Aldo Brancher ✔️ Eletto | Casa delle Libertà | 43 100 | 52,95 |  |  |  |  |  |
|                               | Giancarlo Sabaini       | L'Ulivo            | 25 318 | 31,10 |  |  |  |  |  |
|                               | Dario Melotto           | Liga Fronte Veneto | 5 060  | 6,22  |  |  |  |  |  |
|                               | Sebastiano Cassarino    | Lista Di Pietro    | 2 872  | 3,53  |  |  |  |  |  |
|                               | Alessandro Salvelli     | Democrazia Europea | 2 651  | 3,26  |  |  |  |  |  |
|                               | Paolo Atzori            | Lista Emma Bonino  | 2 395  | 2,94  |  |  |  |  |  |
| Totale                        | Totale                  | Totale             | 81 396 | 100   |  |  |  |  |  |
|                               |                         |                    |        |       |  |  |  |  |  |
| Fonte: Ministero dell'interno |                         |                    |        |       |  |  |  |  |  |